# Turki al Faisal
Turki al Faisal, född 15 februari 1945 i Mecka, är en saudisk prins och medlem av den saudiska kungafamiljen. Han är den åttonde och sistfödda sonen till den framlidne kung Faisal och prinsessan Iffat Al-Thunayyan.
Han är gift med prinsessan Nouf bint Fahd bin Khalid Al Saud, med vilken han har sju barn: 
- Faisal,
- Muneera
- Nura
- Abdul Aziz
- Saud
- Mishail
- Mudhi

Prins Turki var tidigare generaldirektör för Saudiarabiens underrättelsetjänst Al Mukhabarat Al A'amah under 24 år. Han blev friställd från den här posten 10 dagar innan 11 september-attackerna. Därefter tjänstgjorde han som ambassadör dels i Storbritannien dels i USA. Han är en av grundarna till King Faisal Foundation som är en stiftelse för utbildning och forskning i Saudiarabien, och är ordförande för King Faisal centrum för forskning och islamiska studier. 